# Negro Bey
Mariano Francisco Ebana Edú Achama (Bata, Guinea Ecuatorial 15 de octubre de 1984) más conocido por su nombre artístico Negro Bey, es un rapero, cantante, productor musical, poeta y escritor ecuatoguineano. Es Hijo de Don Joaquín Edu Ngui, un profesor del instituto politécnico de Bata y de Doña Esperanza Achama Ngomo, comerciante de ropa usada. 
Es considerado uno de los máximos exponentes del hip hop del país, caracterizado por sus letras cargadas de cultura tradicional fang y de un alto compromiso social, que él mismo denomina “rap contestatario”. 

## Trayectoria
Inició sus primeros pasos como solista de coro en un internado, en donde aprende a tocar algunos instrumentos como guitarra y flauta. Junto a sus amigos crean el grupo de rap llamado Verso Roto, en momentos en que la sociedad enlazaba las pandillas callejeras, la delincuencia juvenil y rap. Empieza a destacar y a obtener apoyos tras ganar el tercer premio en un concurso musical organizado por el Instituto Francés de Bata. 
En 2003 consiguieron a través de un amigo rapero de origen camerunés una cinta de instrumentales americanos, y con esas empezaron a ensayar, escribir, actuar, e incluso grabaron con esas mismas 4 canciones en la habitación de uno de los componentes de su grupo. 
En 2016, obtuvo el premio Joncham a "Mejor artista moderno", en 2019 al de Mejor Rapero y en 2020 al Mejor Álbum por "El Trovador". 
En noviembre de 2023, obtuvo sendos premios Joncham al Mejor Álbum del 2022 por “Caminos” y al de Mejor Rapero. 

### Trabajos
Inicia así una trayectoria profesional que incluye: 
| Año  | Álbum       |
| 2009 | Erosión     |
| 2011 | Cicatriz    |
| 2013 | Reliquia    |
| 2019 | El Trovador |
| 2022 | Caminos     |

### Publicaciones
Cuenta con una publicación Cultura urbana: Guinea Ecuatorial editada por el Centro Cultural Ecuatoguineano (Malabo, 2000).